# 6423 Harunasan
6423 Harunasan (1994 CP2) là một tiểu hành tinh vành đai chính được phát hiện ngày 13 tháng 2 năm 1994 bởi T. Kobayashi ở Oizumi.